# 楊端和
楊 端和（よう たんわ／よう たんか、生没年不詳）は、中国戦国時代の秦の将軍。秦王政（後の始皇帝）に仕えた。

## 経歴
秦王政9年（紀元前238年）、魏の衍氏を攻めた（衍氏の戦い）。
秦王政11年（紀元前236年）、王翦・桓齮とともに趙の鄴を攻めた（鄴の戦い）。
秦王政18年（紀元前229年）、河内の兵を率いて趙の首都である邯鄲を囲む。翌年、王翦と羌瘣が趙を平定した。

## 史料
- 司馬遷『史記』